# Přádelník Arnaudův
Přádelník Arnaudův (Pseudonigrita arnaudi) je pták čeledi snovačovitých, který žije v Etiopii, Keni, Somálsku, Súdánu, Tanzanii a Ugandě. V minulosti se pro přádelníka Arnaudova používal český název vrabec Arnaudův, což bylo způsobeno tím, že rod Pseudonigrita byl řazen do čeledi vrabcovitých.

## Podřazené taxony
Kromě nominálního poddruhu jsou uváděny ještě dva poddruhy:
- Pseudonigrita arnaudi australoabyssinicus Benson, 1942
- Pseudonigrita arnaudi dorsalis (Reichenow, 1887), (syn. Nigrita dorsalis Reichenow, 1887)

## Chov v Česku
V Česku chová přádelníka Arnaudova ZOO Plzeň.